# Graphocephala ignava
Graphocephala ignava är en insektsart som beskrevs av Ball 1936. Graphocephala ignava ingår i släktet Graphocephala och familjen dvärgstritar. Inga underarter finns listade i Catalogue of Life.